# КК Партизан
КК Партизан (или због спонзорских разлога Партизан Моцарт бет), српски је кошаркашки клуб из Београда и део је ЈСД Партизан. Најтрофејнији је клуб у Србији и један од најтрофејнијих у бившој Југославији, освојио је 22 путa национално првенство, 16 пута национални куп, осам пута Јадранску лигу и једном Суперкуп Јадранске лиге.
Освојио је Евролигу у сезони 1991/92. тројком Александра Ђорђевића у последњим тренуцима против Хувентуда из Бадалоне. То је највећи успех у српској клупској кошарци, иако је те сезоне, због рата у Југославији, одиграо само једну утакмицу пред својим навијачима. Поред титуле, још четири пута је играо на фајнал фору. У европским такмичењима је и три пута освојио Куп Радивоја Кораћа: 1978, 1979. и 1989. године. Први је кошаркашки клуб из Србије који је одиграо званичну утакмицу са НБА тимовима, у септембру 2009. На ранг-листи европских кошаркашких клубова Партизан је најбоље рангиран клуб од свих српских клубова, као и свих клубова из Јадранске лиге. Од сезоне 2019/20. као домаћин све утакмице игра у Београдској арени са предвиђеним капацитетом од 20.000 седећих места. Навијачи Партизана се називају Гробари.

## Историја

### Оснивање и прве године (1945—1971)
Настао је као кошаркашка секција Спортског друштва Централног дома Југословенске армије. Спортско друштво ЦДЈА Партизан основано је 4. октобра 1945. Кошаркашка секција ЦДЈА Партизан настала је од кошаркашке репрезентације Југословенске армије, која је 1945. године освојила првенство државе на турниру са репрезентацијама југословенских република. Под именом Партизан кошаркаши данашњег КК Партизан наступају од првог клупског шампионата Југославије, одржаног 1946. године. КК Партизан је 1953. године званично престао да буде клуб Југословенске народне армије. А током 1958. године цело спортско друштво је добило назив Југословенско спортско друштво Партизан.
Иако веома јаког играчког састава, са доста кошаркаша који су наступали за репрезентацију Југославије, на прву титулу сениорског шампиона Југославије Партизан је чекао до 1976. године. У првих 30 година постојања клуба, за Партизан су играли асови као што су: Мирко Марјановић, Божа Мунћан, Радомир Шапер, Вилмош Лоци, Лајош Енглер, Чеда Стојичевић, Борислав Станковић, Борислав Ћурчић, Бранко Радовић, Радован Радовић, Милош Бојовић, Драгутин Чермак, Слободан Јелић и многи други. У овом периоду Партизан је пет пута био други у првенству Југославије, у два наврата имао је и исти број бодова као првопласирани тим, али није успео да стигне до титуле националног првака.

### Почетак успеха
Успон КК Партизан је започео почетком 70-их година, када су клуб почели да воде бивши кошаркаши и када је стручни рад као селектор и као тренер у своје руке преузео Ранко Жеравица. Жеравица је извршио селекцију младих играча на челу са Драженом Далипагићем и Драганом Кићановићем. Пошто је као тренер државне репрезентације (до 1965. као помоћник Александра Николића, а затим као први тренер), више од десет година пратио развој светске кошарке, укључујући и америчку професионалну, Ранко Жеравица је у раду са младом екипом Партизана покушао да споји најбоље особине америчке и совјетске концепције кошаркашке игре.
Крајем 70-их година, када је Жеравица као тренер одлазио у иностранство, његови ранији сарадници, Борислав Ћорковић и Душан Ивковић, преузимали су екипу и настављали Жеравициним путем.
Овај период у историји клуба обележен је са неколико трофеја. Први је био титула шампиона Југославије у сезони 1975/76, а затим су следила и два освојена Купа Радивоја Кораћа (у финалу 1978. у Бањалуци је побеђена Босна са 117:110, док је 1979. у Београду Партизан био бољи од италијанског АМГ Себастиани Аригонија 108:98), један Куп Југославије (1979) и још једна титула државног првака (1981). Осим тренеру Жеравици, Ћорковићу и Ивковићу, који су екипу водили до великих успеха, изузетне заслуге за стварање великана европске кошарке припадају играчима – пре свих Дражену Далипагићу и Драгану Кићановићу, али и Фарчићу, Тодорићу, Керкезу, Марићу, Петровићу, Пешићу, Беравсу, Савовићу и многим другима.

### Нови „дрим тим“ (1985—1991)
После затишја због смене генерација, крајем 80-их година, под вођством новог директора клуба Драгана Кићановића, који је у рад укључивао и младе стручњаке, попут Душка Вујошевића (тренери су средином 80-их били и Зоран Славнић, Борислав Џаковић, Владислав Лучић), поново је створен јак кошаркашки тим.
Генерација Александра Ђорђевића, Владе Дивца, Жарка Паспаља, Иве Накића, Мирослава Пецарског, која је, уз подршку старијих Жељка Обрадовића, Миленка Савовића и Горана Грбовића, предвођена младим тренером Душаном Вујошевићем, Партизан поново повела у сам врх југословенске и европске кошарке.
Та генерација је 1986/87. године освојила титулу првака Југославије, а 1988. после победа у Купу шампиона над најјачим европским клубовима (Барселона, Макаби, Арис, Филипс Милано) обезбедила учешће на фајнал фору у белгијском граду Генту. После пораза у полуфиналу од Макабија из Тел Авива (82:87), Партизан је победом над Арисом (105:93) освојио треће место у Европи.
Следеће, 1989. Партизан је, појачан Предрагом Даниловићем, по трећи пут освојио Куп Радивоја Кораћа, тријумфом над Вивом Визмаром из Кантуа. После пораза у првој утакмици у Италији (76:89), у београдском реваншу Партизан је славио са 101:82. Исте сезоне Партизан је освојио Куп Југославије победом над сплитском Југопластиком (87:74).
Владе Дивац и Жарко Паспаљ крајем 1989, заједно са Драженом Петровићем, постали су први играчи са простора Југославије који су отишли у НБА лигу.

### Шампиони Европе (1991—1992)
После одласка генерације Дивца, Паспаља, Грбовића, Савовића и осталих носилаца игре у претходном периоду, Партизан је пред сезону 1991/92. створио нови млади тим, чије су нове звезде били Александар Ђорђевић и Предраг Даниловић. Управа је за тренера изабрала дотадашњег капитена екипе и репрезентативца, Жељка Обрадовића, док је на место стручног саветника дошао је некадашњи тренер и играч Партизана Александар Николић. Такође, Партизан је променио и дворану у којој је играо своје домаће утакмице, прешавши из Хале спортова у Пионир.
Због рата у Хрватској, Партизан је те сезоне као домаћин морао да игра у иностранству. Управа клуба се определила да буду „домаћини“ у мадридском предграђу Фуенлабради. Такмичење у Евролиги по групама, Партизан је завршио на четвртом месту уз девет победа и пет пораза, што је значило да ће Партизан у одлучујућим утакмицама за пласман на фајнал фор, играти са болоњским Кнором). Кнор је у то време имао снажан тим предвођен бившим југословенским репрезентативцем Јуријем Здовцом, али је Партизан у три утакмице био бољи и, по други пут у историји клуба, изборио пласман на фајнал фор који се априла 1992. одржавао у Истанбулу.
На фајнал фору у истанбулској дворани Абди Ипекчи Партизан је победио, у том тренутку два најјача европска састава. У полуфиналу је победио милански Филипс и у финалу Хувентуд из Бадалоне, тројком коју је постигао Александар Ђорђевић у последњим тренуцима финалне утакмице за коначни резултат 71:70. Најблиставија сезона у историји Партизана употпуњена је тријумфом у домаћем шампионату и купу. До наслова шампиона Европе је стигла екипа чији је просек година био 21,7 и која је од 17 утакмица у Евролиги до фајнал фора само једну одиграла у Београду (прву утакмицу четвртфинала против Кнора). Поводом 30 година од овог догађаја априла 2022. издата је серија од две поштанске марке у Србији.

### Време санкција (1992—1995)
После освојеног Купа европских шампиона, најбољи бековски пар Европе Александар Ђорђевић и Предраг Даниловић су прешли у Филипс, односно Кнор. Титулу првака Европе, Партизан је изгубио без прилике да га брани. Због санкција које су искључиле југословенски спорт из свих европских и светских такмичења, Партизан није добио право да као европски првак учествује у Европској лиги.
У сезони 1993/94. освојен је Куп СР Југославије под вођством новог тренера Жељка Лукајића. Тим који је следеће сезоне водио Борислав Џаковић освојио је оба домаћа трофеја. Најбољи играчи Партизана из тог времена су били: Никола Лончар, Мирослав Берић, Харис Бркић, Жељко Ребрача, Предраг Дробњак, Александар Чубрило. Након што је 1995. југословенским клубовима поново омогућено да се такмиче у европским куповима, млади играчи Партизана, без искуства у Европи, нису прве сезоне остварили значајнији резултат у Европи, али су, под вођством искусног стручњака Ранка Жеравице, освојили титулу првака СР Југославије (1995/96) и обезбедили повратак у најјаче клупско европско такмичење – Европску лигу.

### Нови почетак (1996—2006)
У сезони 1996/1997. Партизан је предвођен новим тренером Мирославом Николићем, поново заузео место међу најјачим клубовима Европе. Појачан Дејаном Томашевићем, Дејаном Котуровићем, Драганом Луковским, Партизан се у осмину финала Евролиге, где је после велике борбе, са 2-1 у серији, елиминисан од каснијег првака Европе, Олимпијакоса. У домаћем првенству, Партизан је по трећи пут узастопно освојио титулу југословенског првака, 
У сезони 1997/1998, две године од повратка у европска такмичења, тим Партизана је по трећи пут у историји клуба изборио учешће на фајнал фору. После серије пораза у такмичењу по групама у Евролиги и оставке Мирослава Николића, кога је на месту тренера заменио Милован Богојевић, Партизан је у осмини финала елиминисао званичног првака Европе Олимпијакос, да би у четвртфиналу био бољи и од првака Русије ЦСКА. На фајнал фору у Барселони, тим из кога су годину дана раније отишли Берић и Котуровић, појачан новим бековским тандемом Мирослав Радошевић – Владимир Ђокић, заузео је четврто место, након пораза од Киндера и Бенетона. У домаћем првенству Партизан је изгубио титулу државног првака, након што га је у доигравању избацио ФМП Железник.
Следеће сезоне клуб је напустио Предраг Дробњак, а на место тренера дошао је Владислав Лучић. У Купу Рајмонда Сапорте екипа је стигла до четвртфинала где је поражена од Бенетона, али је неуспешно завршено домаће првенство, које је због НАТО бомбардовања прекинуто пре плеј офа (Партизан је заузео треће место). Ипак, освојен је Куп СР Југославије, а финална утакмица у којој је Партизан победио ФМП, одиграна је уз звуке сирена за ваздушну опасност.
По завршетку сезоне екипу су напустили најбољи играчи, Дејан Томашевић, Харис Бркић и Драган Луковски. Формиран је нови млади тим, а на место првог тренера пред сезону 1999/2000. дошао је млади стручњак Ненад Трајковић. Иако пред почетак сезоне Партизану нису даване реалне шансе да освоји неки од трофеја, екипа је предвођена Радошевићем, Чубрилом, Чанком, Вардом, Ђокићем, Марковићем и Петровићем освојила Куп СР Југославије и стигла до финала плеј офа, у ком је поражена од подгоричке Будућности.
Сезону 2000/01. је обележио повратак великих асова, Владе Дивца, Предрага Даниловића и Жарка Паспаља, овај пут, на места председника и потпредседника клуба.
Партизан је сезону 2000/01. почео појачан повратницима Берићем, Булатовићем, Глинтићем, као и немачким репрезентативцем и сином Милована Богојевића Владимиром Богојевићем, а тиму се касније прикључио и Бранко Милисављевић. Тренер Ненад Трајковић је смењен после неколико утакмица, а на његово место дошао је Дарко Русо, бивши помоћник Жељка Обрадовића у репрезентацији СР Југославије.
У децембру 2000. убијен је Харис Бркић, који се неколико недеља пре тога вратио у Партизан.
Сезону 2000/01 је обележио капитен Мирослав Берић, који је био најбољи стрелац Супролиге и ЈУБА лиге и пробио се на четврто место вечите клупске листе стрелаца. Ипак, Партизан је сезону завршио без трофеја. У Супролиги је елиминисан у осмини финала од француског Асвела, док је у доигравању и Купу СР Југославије поражен у финалу од Будућности.
Повратак Душка Вујошевића у Партизан поклапа се са почетком доминације Партизана у првенству СР Југославије. Носиоци игре били су новопридошлице Владо Шћепановић, Милош Вујанић, Јово Станојевић и Ђуро Остојић, а велики допринос освајању трофеја дали су и капитен Веселин Петровић, Ненад Чанак, Вуле Авдаловић, Ненад Крстић, Предраг Матерић, Александар Глинтић, Стеван Нађфеји и Александар Гајић.
Летња пауза донела је велике промене у играчком саставу Партизана. Најбољи центар домаће лиге те сезоне Јово Станојевић је наставио каријеру у немачкој Алби, Владо Шћепановић прешао је у Фортитудо из Болоње, а отишао је и капитен Веселин Петровић. У Партизан је након почетка сезоне 2002/2003 стигао амерички кошаркаш Фредерик Хаус, који је својом пожртвованом игром у одбрани постао љубимац навијача Партизана. Партизан је те сезоне одбранио титулу савладавши ФМП Железник у финалу доигравања са 3:0.
Првенство Србије и Црне Горе се због учествовања ФМП Железника, Црвене звезде, Будућности и Ловћена у Јадранској лиги играло у две фазе: клубови који нису учествовали у Јадранској лиги су играли регуларно првенство, а 4 првопласиране екипе су ишле у Суперлигу у којој су играли са екипама које су играле Јадранску лигу. Партизан је био најбољи у првој фази испред Хемофарма и Војводине. У финалу доигравања Партизан савладао вршачки Хемофарм са 3:1, након коша повратника Владе Шћепановића у задњој секунди утакмице. Ипак, Партизан није освојио дуплу круну пошто је претходно поражен од КК Црвене звезде у четвртфиналу Купа Радивоја Кораћа у Новом Саду. Партизан су на крају сезоне напустили Ненад Крстић (Њу Џерзи Нетси) и Фредерик Хаус (Лијетувос ритас).
Пред почетак сезоне 2004/2005. Владе Дивац и Предраг Даниловић су поднели оставке незадовољни стањем кошарке у Србији. Партизан су у међувремену појачали најкориснији играч претходног првенства Дејан Милојевић из Будућности, Лука Богдановић из Црвене звезде, Предраг Шупут из Војводине, Американац Блејк Степ и Милан Гуровић из Хувентуда (који је због болести провео у клубу само три месеца). Клуб је те сезоне први пут учествовао у Јадранској лиги. Партизан је четврти пут заредом освојио национално првенство, опет победом над Хемофармом 3:1 у финалу доигравања.
Клуб је на крају те сезоне напустили Вуле Авдаловић и Блејк Степ, а доведени су Никола Лончар и Американац Џералд Браун. Браун је клуб напустио 31. децембра 2005, уместо њега је доведен други Американац Вонтиго Камингс, док је Никола Лончар добио отказ. Партизан је те сезоне освојио пету узастопну титулу победом у финалу над Црвеном звездом од 3:0. На крају те сезоне Дејан Милојевић је напустио клуб и прешао у шпанску Памесу.

### Поново на врху Европе, доминација у Србији и региону (2006—2012)
Пред сезону 2006/2007. у тим се вратили Душан Кецман и Предраг Дробњак, док је Миленко Тепић дошао из новосадске Војводине. Такође се, у клуб, на место председника вратио Предраг Даниловић. После 9 година, Партизан је успео да прође прву фазу Евролиге. У домаћем купу Партизан је у финалу изгубио од ФМП из Железника на завршном турниру у Крагујевцу. Партизан је освојио Јадранску лигу победом у финалу над ФМП Железником 2:0 и првенство Србије победом над Црвеном звездом 3:1. Партизан су на крају сезоне напустили Вонтиго Камингс, Коста Перовић, Лука Богдановић и Предраг Дробњак.
Партизан и Игокеа из Александровца су 17. августа 2007. озваничили спортску сарадњу. Од тада се Партизан такмичи под именом Партизан Игокеа, док се Игокеа такмичи под именом Игокеа Партизан. У летњем прелазном року клуб су појачали Чедомир Витковац, Славко Вранеш и кошаркаш из Белизеа Милтон Паласио, а ове сезоне велику пажњу на себе су скренули млади кошаркаши Миленко Тепић, Новица Величковић и Никола Пековић, који је прву фазу Евролиге завршио као други играч по корисности. Млади тим Партизана је успео да понови прошлосезонски европски успех, остваривши 6 победа и 8 пораза. Партизан је у обе утакмице у првој фази намучио шампиона Панатинаикос, а истиче се победа над немачким Бамбергом резултатом 85:37 у Пиониру. Партизан је успео да освоји национални Куп, после шест сезона, победом над Хемофармом у финалу, резултатом 73:64. 19. марта 2008. Партизан је избацио актуелног Европског шампиона Панатинаикос из Атине и пласирао се у четвртфинале Евролиге у групи у којој су били још и Монтепаски Сијена и Ефес Пилсен, постигавши тиме највећи успех клуба од 1998. Партизан је освојио седму узастопну титулу првака Србије, савладавши у финалу вршачки Хемофарм. Клуб су на крају те сезоне напустили Паласио, који је прешао у руски Химки, док су Пековић и Кецман прешли у Панатинаикос.
У клуб су у прелазном року дошли Габонац Стефан Лазме, Александар Рашић, Вукашин Алексић, Жарко Ракочевић и Јан Весели. Упркос знатно подмлађеном тиму и очекивањима јавности, Партизан је успео да понови прошлосезонски успех и пласира се у четвртфинале Евролиге. У том такмичењу постављен је нови рекорд Евролиге по броју гледалаца на једној утакмици - 22567 гледалаца у Београдској арени у победи 63:56 против освајача Евролиге те сезоне, екипе Панатинаикоса. У домаћим такмичењима Партизан је одбранио Куп Радивоја Кораћа, завршио лигашки део Јадранске лиге на првом месту, потом је и освојио, а сезону је завршио победом у мајсторици над најљућим спортским ривалом, Црвеном звездом, и тако дошао до осме узастопне титуле.
Сезона 2009/10. је једна од најуспешнијих у историји клуба упркос чињеници да су тим напустили носиоци игре из прошле сезоне (Трипковић, Тепић, Величковић и Лазме). Кошаркаши Партизана су за успехе у Европи, награђени позивом Евролиге да представљају Европску кошарку на америчком континенту. Партизан је одиграо историјске мечеве са Денвером и Финиксом, и тако постао први клуб са ових простора који је имао прилику да одмери снаге са НБА тимовима. У Европи изабраници Душка Вујошевића су у четвртфиналу после велике борбе победили израелски Макаби, и пласирали се на фајнал фор Евролиге у Паризу. У полуфиналу Партизан је после продужетака поражен од Олимпијакоса. И у борби за треће место црно-бели су поражени после продужетака од ЦСКА. У домаћим такмичењима, клуб је у Нишу одбранио Куп Радивоја Кораћа. Партизан је тријумфовао и у Јадранској лиги победивши Цибону у Загребу. Црно-бели су славили тројком са пола терена Душана Кецмана у последњим секундама меча и четврти пут заредом тријумфовали у регионалном такмичењу. И на крају једна од најуспешнијих сезона у историји клуба завршена је освајањем, по седамнаести пут, Првенства Србије. Најзаслужнији за успехе су били два сјајна Американца Лестер „Бо“ Мекејлеб и Лоренс Робертс, затим аустралијски репрезентативац српског порекла Алекс Марић, који су уз Душана Кецмана и Јана Веселог блистали на домаћој и европској сцени.
Сезону 2010/11. клуб је почео без дугогодишњег тренера Душка Вујошевића. Уместо најуспешнијег тренера у историји Партизана, на место тренера је дошао дотадашњи Вујошевићев помоћник Владе Јовановић. у нову сезону Партизан је кренуо појачан углавном страним играчима. У Партизан су дошли Аустралијанац Нејтан Џавај и Американци Џејмс Гист и Оливер Лафајет. Незадовољни партијама Лафајета, управа Партизана је уместо њега у децембру довела Кертиса Џерелса. Од српских играча у клуб су дошли Драган Милосављевић и Рашко Катић. Клуб су напустили Американци Лестер „Бо“ Мекејлеб и Лоренс Робертс, затим аустралијански репрезентативац српског порекла Алекс Марић, српски репрезентативац Александар Рашић као и црногорски репрезентативац Славко Вранеш. У Европи изабраници Владе Јовановића су успели да прођу у другу фазу, али су ту завршили такмичење. У Јадранској лиги Партизан је по пети пут за редом освојио ово такмичење. На завршном турниру у Љубљани Партизан је у полуфиналу савладао подгоричку Будућност са 62:58, а затим у финалу домаћу Олимпију са 77:74. У домаћим такмичењима, клуб је у Железнику одбранио Куп Радивоја Кораћа. У финалу су савладали домаћина са 77:73. За најбољег играча је проглашен Џејмс Гист. Сезону су поново завршили освајањем Првенства Србије. У финалу су били бољи од Хемофарм са 3:0 у победама.
Следеће године Партизан је напустио Чех Јан Весели који је отишао у НБА. Клуб су напустили и странци Нејтан Џавај, Џејмс Гист и Кертис Џерелс. У Партизан се вратио Никола Пековић, који је искористио одлагање сезоне у НБА лиги због штрајка играча. Поред њега дошли су Американац Ејси Ло, Мирослав Радуљица, Марко Чакаревић, Милан Мачван и Данило Анђушић. Током сезоне клуб су напустили Никола Пековић и Ејси Ло, али су зато у Хумску стигли Давис Бертанс и Доминик Џејмс. Већ на финалном турниру Купа Радивоја Кораћа у Нишу дошли су до 13. трофеја у најмасовнијем такмичењу победивши у финалу Црвену звезду са 64:51. Најбољи играч финалне утакмице био је бек црно-белих Данило Анђушић. Партизан је поново сезону завршио освајањем Првенства Србије. У финалу су црно-бели били бољи од Црвене звезде са 3:1 у победама.

### Подмлађивање екипе (2012—2014)
На почетку сезоне 2012/13 на место тренера Партизана вратио се Душко Вујошевић. Дугогодишњи капитен, Петар Божић завршио је каријеру и постао један од помоћних тренера. Клуб су напустили Душан Кецман и Милан Мачван. За капитена је изабран Владимир Лучић, а његов заменик је постао Драган Милосављевић. Клуб се одлучио да драстично подмлади састав, па је тако најстарији играч био Марко Чакаревић са 24 године. Резултати у Европи нису били најбољи и нису се пласирали у другу фазу. У финалу Купа Радивоја Кораћа у Крагујевцу, поражени су од Црвене звезде након два дана играња. Првобитни термин одигравања финалне утакмице био је 10. фебруар 2013. у 21:00. Утакмица је тада и започета, али је прекинута у 26. минуту при нерешеном резултату (43:43) због нереда на трибинама и утрчавања навијача на терен. Како није било услова за наставак меча те вечери, преосталих 14 минута одиграно је наредног дана (11.2.2013. од 19:00) без присуства публике, а Звезда је славила са 78:69. У Јадранској лиги, након мешовитих резултата у регуларном делу када је завршио на 4. месту, Партизан је заблистао на завршном турниру у Лакташима и освојио шесту титулу првака регионалне лиге. У полуфиналу су победили домаћина Игокеу са 63:57, а у финалу су победили Црвену звезду 71:63. У Кошаркашкој лиги Србије Партизан је поново одбранио титулу, што је укупно 20 титула првака државе, а 12 узастопна. Сезону су обележили млади играчи Давис Бертанс, Богдан Богдановић, Владимир Лучић, Лео Вестерман и Жофре Ловерњ.
Сезона 2013/14 је била једна од најтежих у историји клуба. Током летње паузе Партизану је био блокиран рачун што је онемогућило нормално функционисање клуба. Шампионски тим су напустили капитен Владимир Лучић, Немања Гордић, Марко Чакаревић и Бранислав Ђекић а појачања се тек почела да пристижу укидањем блокаде која је трајала скоро три месеца. Стигли су млади и перспективни играчи Борис Дало, Ђоко Шалић и Немања Безбрадица а као велико појачање стигао је амерички крилни играч са дугогодишњим европским искуством Таренс Кинси. Од почетка сезоне Партизан је био лишен услуга повређеног Дависа Бертанса а у првом делу сезоне догодиле су се повреде двојице чланова прве петорке због којих су морали да заврше сезону. Прво се у октобру повредио први плејмејкер Лео Вестерман а почетком децембра и нови капитен Драган Милосављевић. Половином сезоне из Литваније се у Хумску вратио Миленко Тепић, али је лош здравствени билтен утицао на то да је Партизан морао да се одрекне борбе за трофеј у националном купу где је у четвртфиналу бољи био ФМП Београд. И поред свих потешкоћа црно–бели су се пласирали у ТОП 16 фазу Евролиге где су између осталих победили фаворизовани ЦСКА као и каснијег шампиона Европе Макаби. У међувремену након скоро девет месеци опоравио се од повреде Давис Бертанс а екипи се прикључио и дугогодишњи НБА ас Александар Павловић. На крају регулраног дела Јадранске лиге, Због теже повреде напустио је Партизан један од најбољих играча Таренс Кинси. На финални турнир Јадранске лиге који се одржавао у београдској Арени Партизан је стартовао са трећег места али је ипак био фаворит у полуфиналу против Цедевите због домаћег терена. Тројком у последњој секунди коју је погодио Нолан Смит Загрепчани су ушли у финале а Партизан је остао не само без борбе за одбрану шампионског прстена већ и без учешћа у Евролиги наредне сезоне. Биће то први пута након четрнаест година да црно–бели не играју најјаче европско клупско такмичење (рачунајући учешће у Супролиги у сезони 2000/01 када је почео сукоб на релацији ФИБА–УЛЕБ). Екипа се ипак брзо подигла након тог шока и до краја сезоне успела да освоји још једну титулу првака Србије. У финалу плеј–офа Партизан је савладао вечитог ривала Црвену звезду са 3:1 у победама. У првој утакмици Звезда је победила, а меч је обележила туча између играча на терену. Због учествовања у тучи по меч суспензије добили су Партизанови првотимци Александар Павловић и Никола Милутинов и Звездин Демаркус Нелсон. Уследиле су три победе црно–белих од којих су две остварене пред Звездиним навијачима а једна у којој је Партизан био домаћин пред празним трибинама због казне. Финалну серију обележио је Богдан Богдановић који је просечно убацивао 30, 7 кошева по утакмици и тиме постао тек трећи играч коме је то пошло за руком од увођења плеј–офа 1982. године. Пре њега то су урадиле кошаркашке легенде Дражен Далипагић (1982) и Дражен Петровић (1986). године. Уз њега велики допринос освајању тринаесте узастопне, а укупно 21. титуле у клупској историји дали су први капитен–странац Жофре Ловерњ, одлични Ђорђе Гагић и најискуснији првотимци Александар Павловић и Миленко Тепић. Треба напоменути да је центар Дејан Мусли због болести пропустио последње три утакмице финалне серије.
Током летње паузе, Партизан су напустили напустили носиоци игре из претходне сезоне. Први странац капитен у историји Партизана, Жофре Ловерњ је отишао у Химки, Богдан Богдановић у Фенербахче, Лео Вестерман у Барселону, Давис Бертанс у Лаборал кучу, док је Дејан Мусли споразумно раскинуо уговор са клубом и постао слободан играч. Дошли су Андреја Милутиновић, млади Грк Јанис Кузелоглу, словеначки репрезентативац Едо Мурић, Лука Богдановић. У октобру вратио се Милан Мачван који је потписао уговор до краја сезоне. 1. децембра Павловић се вратио у Партизан потписавши уговор до краја сезоне и ако је имао понуде да настави каријеру у иностранству. У Еврокупу Партизан је завршио сезону већ у групној фази. Партизан је јако лоше почео сезону, али је са 12 узастопних победа успео да избори фајнал фор. Црно-бели су завршили сезону у Јадранској лиги на 4. месту са скором 18-8, а у полуфиналу су изгубили од Црвене звезде. Партизан је завршио сезону без иједног трофеја. Сезона 2014/15. је била најгора сезона у последњих четрнаест година.

### Финансијски проблеми (2015—2017)
Сезона 2015/16. је била најтежа у историји клуба. Управа је одлучила да Партизан ове сезоне не игра у Еврокупу због финансијских проблема. На место председника клуба дошао је некадашњи играч Партизана Никола Пековић, уместо Предрага Даниловића. Смењен је најтрофејнији тренер у историји клуба Душко Вујошевић, а уместо њега доведен је Петар Божић. Током лета Партизан су напустили Никола Милутинов, Александар Павловић, Милан Мачван, Немања Безбрадица, Борис Дало, Миленко Тепић, Јанис Кузелоглу, а после пет година, из Партизана је отишао и капитен Драган Милосављевић. Осамнаестогодишњи Вања Маринковић постао је нови капитен. Дошао је млади Милош Копривица, Александар Цветковић, Андреј Магдевски, Адин Врабац, вратио се Данило Анђушић, као и искусни Чедомир Витковац. Вратио се и Коста Перовић, али је због проблема са повредама објавио је да завршава каријеру 15. децембра 2015. године. У октобру је стигао Американац Кевин Џонс, а у новембру амерички плејмејкер са финским пасошем Џамар Вилсон. Партизан је почео сезону веома лоше. Црно-бели су већим делом сезоне били у доњем делу табеле у Јадранској лиги. 4. јануара Партизан је изгубио од Сутјеске и пао на дно табеле. Сутрадан је смењен Петар Божић, а доведен Александар Џикић. Са скором 12-14 Партизан је завршио сезону у Јадранској лиги на 5. месту. Црно-бели су стигли до финала Купа Радивоја Кораћа. У полуфиналу су победили фаворизовану Црвену звезду 68:60, а у финалу изгубили од Мега Лекса 85:80. У Првенству Србије, Партизан је стигао до финала где је поражен од Црвене звезде.
Током лета, клуб су напустили носиоци игре из претходне сезоне. Дошао је репрезентативац Стефан Бирчевић, Ђорђе Мајсторовић, Бранислав Ратковица, Урош Луковић, Американци Френк Робинсон и Вил Хечер, млади Кенан Карахоџић и Стефан Пот. Партизан је требало да игра у Еврокупу, али је ипак играо у Фибиној Лиги шампиона. Партизан је завршио на 3. месту у групи, са 8 победа и 6 пораза. У првој рунди доигравања, Партизан је играо против братског ПАОК-а. У Солуну, Партизан је победио 76:74, али је у Београду изгубио 78:82 и испао из Лиге шампиона. Црно-бели су стигли до финала Купа Радивоја Кораћа. У финалу су изгубили од Црвене звезде резултатом 74:64. Треба напоменути да су црно-бели играли без неколико играча, јер су отровани храном. Партизан се пласирао у доигравање Јадранске лига са скором 19-7. У полуфиналу су елиминисани од Цедевите укупним резултатом у серији 2:1. У полуфиналу доигравања Суперлиге Србије црно-бели су доживели пораз од екипе ФМП-а и тако први пут после 19 година остали без учешћа у финалу домаћег шампионата.
Као и претходних пар сезона, клуб су напустили скоро сви играчи из претходне сезоне. Председник Никола Пековић је поднео оставку, а у октобру, нови председник постао је Остоја Мијаиловић. Клуб је такође напустио и тренер Александар Џикић, а уместо њега доведен је Мута Николић, који је добио отказ након лоших резултата, 12. децембра. Њега је заменио бивши играч Партизана Ненад Чанак. Партизан је завршио сезону у Јадранској лиги са скором 11-11, на 5. месту. У полуфиналу КЛС, Црвена звезда је елиминисала црно-беле укупним резултатом у серији 2:0. У Еврокупу, црно-бели су имали катастрофалну сезону. Завршили су као последњи у групи, са само једном победом (против Билбаа у гостима) и са кош-разликом -140. Партизан је успео после скоро четири године да освоји трофеј. Црно-бели су у фебруару освојили Куп Радивоја Кораћа, након што су победили 81:75 у финалу фаворизовану Црвену звезду. За најкориснијег играча проглашен је Партизанов сјајни Американац Најџел Вилијамс-Гос. Током сезоне су се истакли феноменални амерички плејмејкер Најџел Вилијамс-Гос, капитен Новица Величковић, Француз Бонџа Си и Патрик Милер, који је средином јануара потписао за турски Газијантеп ББ.

### Долазак Тринкијерија и успеси у Европи и купу Радивоја Кораћа (2018—2020)
Након пар пораза у Јадранској лиги и Еврокупу, Ненад Чанак је смењен, а доведен је италијански стручњак Андреа Тринкијери, почетком новембра 2018. године. Са Тринкијеријем, Партизан је успео да направи први озбиљнији резултат у Европи након шест година - пролазак у ТОП 16 фазу Еврокупа. ТОП 16 фазу, Партизан је завршио са скором 2:4, а кош у последњој секунди против Ритаса у Хали Александар Николић, у 5. колу, је елиминисао Партизан из овог такмичења.
У регуларном делу Јадранске лиге Партизан је завршио на 4. месту са скором од 14 победа и 8 пораза. У полуфиналу доигравања црно-бели су се састали са Црвеном звездом где су поражени укупним резултатом у серији 2:1. У Нишу, Партизан је одбранио Куп Радивоја Кораћа. У четвртфиналу савладало је екипу Новог Пазара, потом у полуфиналу ФМП а у финалу екипу Црвене звезде после драматичне завршнице 76:74. У Кошаркашкој лиги Србије, Партизан је поражен у финалу 1:3 у серији, од Црвене звезде.
На почетку сезоне 2019/20, Партизан су напустили Вања Маринковић, Бонџа Си и Џок Лендејл, а доведени су Немања Гордић, Рашон Томас, Кори Волден, Вилијам Мозли и још неколико њих. Партизан је сезону започео  у Суперкупу Јадранске лиге у Загребу. Партизан је у Суперкупу забележио све три победе, а у финалној утакмици је савладана екипа Цедевите Олимпије са 99:77.
Други тофеј у сезони Партизан је освојио у Купу Радивоја Кораћа. У четвртфиналу савладао ке екипу Борца из Чачка, потом у полуфиналу ФМП, а у финалу су победили екипу Црвене звезде после продужетака и врло драматичне завршнице и тако трећи пут за редом тријумфовао у овом такмичењу.
Због пандемије корона вируса сва кошаркашка такмичења су привремено прекинута у марту 2020. године. У тренутку прекида Партизан је обезбедио пласман у четвртфинале Еврокупа са прве позиције у ТОП 16 фази и прву позицију у регуларном делу Јадранске лиге. У четвртфиналу Партизан је требало да игра са руским Униксом. Дана 25. маја 2020. Евролига и Еврокуп су званично објавили да је сезона поништена и да неће бити настављена. У наредна три дана су исте одлуке донели Јадранска лига и Кошаркашка лига Србије.

### Најлошија сезона (2020/21)
Дана 9. јула 2020. године, Владо Шћепановић је постављен за главног тренера КК Партизан. На првих девет утакмица у сезони 2020/21, Шћепановић је забележио пет пораза (скор 2–2 у АБА лиги и 2–3 у Еврокупу) након чега је смењен са места тренера 30. октобра 2020. године. С обзиром да су Шћепановићеви помоћници, Александар Матовић и Дејан Мијатовић, били позитивни на вирус Ковид 19, утакмицу против Игокее у 5. колу Јадранске лиге је водио тренер јуниора Миливоје Лазић.
Дана 5. новембра 2020. године позицију главног тренера црно-белих преузео је Сашо Филиповски. На тој функцији је био до 8. марта 2021. године када је смењен а на његово место је постављен дотадашњи помоћни тренер Александар Матовић.
Сезона 2020/21. је једна од најнеуспешнијих сезона у историји Партизана. У Јадранској лиги заузели су 7. место са 13 победа и 13 пораза, што је најслабији пласман откад играју у регионалној лиги. У полуфиналу купа поражени су у Новом Саду од Црвене звезде са 79:78, а сезону су завршили у полуфиналу Кошаркашке лиге Србије где је Мега била боља са 2:1 у победама.

### Повратак Жељка Обрадовића и стварање новог тима
Након неуспешне сезоне Партизан је кренуо у реновирање тима. За тренера је 25. јуна 2021. године доведен Жељко Обрадовић са којим је Партизан остварио највећи успех у историји клуба. Клуб су напустила четворица играча којима је истекао уговор: Ерик Мика, Огњен Јарамаз, Џош Перкинс и Никола Јанковић, споразумно је раскинут уговор са Рашоном Томасом и Стефаном Јанковићем, док је Новица Величковић завршио каријеру. Почетком јула за Партизан су потписали бекови Кевин Пантер, који је претходне сезоне наступао за Милано, репрезентативац Србије Алекса Аврамовић који је дошао из шпанског Естудијантеса, амерички центар Зак Ледеј који је такође наступао за Милано и летонац Родионс Курукс који игра на позицији крила и који је дошао из Милвоки бакса. Крајем јула Партизан је појачао плејмејкер Далас Мур, док су у августу дошли крилни центар Ален Смаилагић из Голден Стејт вориорса, бек Јам Мадар из Хапоел Тел Авива и центар Балша Копривица са колеџа. Пробу је прошао словеначки бек Грегор Глас, који је претходне сезоне наступао за Динамик. Крајем децембра уговор је до краја сезоне потписао француски центар Матијас Лесор., а месец дана касније четворогодишњи уговор потписао је осамнаестогодишњи крилни центар Тристан Вукчевић који је наступао за Реал Мадрид.
Партизан је у првом такмичењу у сезони 2021/22. у Купу Радивоја Кораћа, изгубио трофеј у финалној борби против вечитог ривала Црвене звезде резултатом 85:68. Партизан је поражен 5 пута у финалима од како је Србија самостална држава и тако остао на осам освојених трофеја у овом такмичењу. У групној фази Еврокупа, у групи А заузели су друго место, иза шпанског Хувентуда и стекли предност домаћег паркета у елиминационој фази. У осмини финала укрстили су са турском екипом Фрути Екстра Бурсаспор, у препуној Штарк арени пред 19.224 гледалаца (што је рекорд сезоне и рекорд Партизана у последњих неколико сезона) млади тим Партизана је поклекао и после продужетака изгубио од Бурсе, резултатом 95:103 (84:84) и елиминисан је из такмичења. У АБА лиги, Партизан је у регуларној фази такмичења заузео друго место иза вечитог ривала Црвене звезде. У полуфиналу Партизан је савладао Будућност, резултатом 2:1 у серији и прошао у финале АБА лиге након осам сезона без играња у истом. У финалу Јадранске лиге, Партизан је играо против вечитог ривала Црвене звезде и изгубио у серији 3:2 и тако остао без шампионског прстена. Суперлигу Србије, Партизан није играо јер је одустао од такмичења због како се наводи хулиганизма у току финалне серије АБА лиге и неслагања са пропозицијама КЛС. У полуфиналу су требали да играју против ФМП-а, који је тако службеним путем прошао у финале.

### Повратак у Евролигу и освајање Јадранске лиге у сезони 2022/23.
На крају сезоне 2021/22. Партизан је аплицирао за позивницу Евролиге. На састанку Извршног одбора Евролиге одлучено је да Партизан и Валенсија попуне два празна места и тако комплетирају имена учесника Евролиге у предстојећој сезони, добијањем једногодишње специјалне позивнице потврђено је да ће се Партизан вратити након осам сезона неиграња најелитнијег европског такмичења. Партизан ће први пут играти Евролигу у формату од 34 кола, од тога 17 утакмица на домаћем терену. Поред Партизана и већ поменуте Валенсије у наредној сезони Партизан ће играти против Реал Мадрида, актуелног освајача Евролиге Анадолу Ефеса, Фенербахчеа, Басконије, Олимпије Милано, актуелног освајача Еврокупа Вирутса Болоње, Олимпијакоса, Панатинаикоса, Макабија, Жалгириса, Монака, Асвела, АЛБА-е, Бајерна, Барселоне и против вечитог ривала Црвене звезде. Партизан се растаo са Куруцсом, Дангубићем, Муром, Загорцем и Милетићем. Са Лесором је уговор продужен. У Партизан су дошли Данило Анђушић из Монака, Џејмс Нанели из Макабија, Данте Егзам из Барселоне и Јанис Папапетру из Панатинаикоса. У новембру, након повреде Балше Копривице из Бахчешехира доведен је Владимир Бродзијански, који је током сезоне напустио клуб.
Партизан је у сезони 2022/23 остао без трофеја Купа Радивоја Кораћа, пошто је у полуфиналу поражен од екипе вечитог ривала Црвене звезде 83:75 у Нишу. Ни ове, као ни претходне сезоне, црно-бели нису учествовали у Суперлиги Србије, због наводне закаснеле пријаве играча. Међутим, у АБА лиги и Евролиги Партизан је био изузетно успешан.
У најелитнијем европском кошаркашком такмичењу, Партизан је пред препуном Београдском ареном савладао бројне великане као што су актуелни првак Европе Анадолу Ефес, Реал Мадрид, Олимпијакос, Макаби, Монако, Фенербахче и многи други. У првом вечитом дербију у историји Евролиге, Партизан је на домаћем терену пред око 20 хиљада људи изгубио од Црвене звезде тројком Немање Недовића 76:73, да би се реванширао црвено-белима на гостујућем терену победом од 79:78. Партизан је регуларну сезону завршио на шестој позицији са 20 победа и 14 пораза, иза Макабија, Монака, Реал Мадрида, Барселоне и првопласираног Олимпијакоса, чиме је обезбедио четвртфинале, први пут од сезоне 2009/10 током које је био учесник Фајнал-фора. У четвртфиналу противник је био најтрофејнији европски клуб Реал Мадрид, који је захваљујући бољем пласману на табели имао предност домаћег терена у серији која се игра на 3 победе. Партизан је добио прве две утакмице у Мадриду, а другу утакмицу обележила је општа туча играча коју је својим неспортским потезом изазвао кошаркаш краљевског клуба Серхио Љуљ. Утакмица је завршена пре истека времена, при резултату 95:80 за Партизан, јер на обе стране није било довољно играча да би се меч могао наставити (у Партизану су искључени сви, а у Реалу је остао само Руди Фернандез). После меча, дисциплинска комисија Евролиге је изрекла казне играчима који су највише учествовали у тучи у виду суспензије: Кевин Пантер 2 утакмице, Матијас Лесор 1 утакмица, док су у Реалу били кажњени Гершон Јабуселе са 5 утакмица и Габријел Дек са једном. У трећој и четвртој утакмици у Штарк Арени, Реал се вратио и изједначио на 2-2, после чега је уследила мајсторица у Мадриду у којој је ипак бољи био домаћи тим, иако је Партизан  у једном тренутку имао предност од 18 поена. Црно-бели су овим поразом завршили учешће у Евролиги, коју је освојио касније управо Реал Мадрид. Матијас Лесор је уврштен у идеалну петорку Евролиге, док је Кевин Пантер уврштен у другу идеалну петорку. Јам Мадар је проглашен за звезду у успону.
У АБА лиги, Партизан је био убедљиво најбољи тим у регуларној сезони, коју је завршио на првој позицији са 24 победе и 2 пораза, чиме је обезбедио предност домаћег терена током читавог плеј-офа. У четвртфиналу и полуфиналу који се играју на 2 победе, савладани су редом СЦ Дерби из Црне Горе и Цедевита Олимпија из Словеније након мајсторице. У финалу је препрека била Црвена звезда, у серији која се играла на 3 победе. Партизан је искористио предност домаћег терена и победио вечитог ривала резултатом 3-2 и постао шампион Јадрана први пут после 10 година. На утакмици је било присутно 22.198 навијача што је рекорд Јадранске лиге. За најкориснијег играча финала проглашен је Кевин Пантер.  Ово је први трофеј Жељка Обрадовића од повратка у Партизан.
Због добрих резултата, велики оптимизам је владао у клубу и међу навијачима за наредну сезону. И поред поскупљења, сезонске карте су продате у још већем броју него годину дана раније, а навијачи су очекивали ново померање граница. Партизан је успео да продужи уговоре Кевину Пантеру, Заку Ледеју и Џејмсу Нанелу, док су Данте Ексум и Матијас Лесор напустили клуб. Ексум се придружио Далас мавериксима, док је Лесор потписао за грчки Панатинаикос. Клуб су напустили и Јам Мадар који је прешао у Фенербахче и Јанис Папапетру у Панатинаикос. У Партизан су дошли Огњен Јарамаз из Бајерна, Матеуш Поњитка из Панатинаикоса, Пи-Џеј Дожер из Сакраменто кингса и Френк Камински из Хјустон рокетса. У новембру је клуб појачао Бруно Кабокло, а у фебруару Џејлин Смит. Међутим, сезона 2023/24. је оцењена као неуспешна за Партизан јер су сезону завршили без освојеног трофеја и са 11. местом у Евролиги. И поред лоше сезоне, Партизан је оборио рекорд Евролиге са просечном посетом од 19.916 гледалаца на домаћим утакмицама.

### Освајање Јадранске лиге и Кошаркашке лиге Србије у сезони 2024/25.
У сезони 2024/25, Партизан је одлучио да у потпуности промени екипу. Из претходне сезоне остао је само Балша Копривица. У клуб су дошли Вања Маринковић, Габријел Лундберг, Франк Ниликина, Брендон Дејвис, Карлик Џоунс, Двејн Вашингтон Млађи, Марио Накић, Алексеј Покушевски, Стерлинг Браун, Исак Бонга, Аријан Лакић, Ајзеа Мајк, Тајрик Џоунс, Митар Бошњаковић и из јуниорског тима Алекса Димитријевић. Клуб је са клупе предводио Жељко Обрадовић, у својој четвртој узастопној сезони. Партизан је сезону у Евролиги завршио на 12. месту регуларног дела такмичења, са скором од 16 победа и 18 пораза, чиме није изборио пласман у плеј-ин фазу. Иако је током сезоне забележио неколико важних победа против тимова као што су Панатинаикос, Фенербахче и Олимпијакос, недовољна константност у игри утицала је на коначан пласман.
У Купу Радивоја Кораћа у Нишу, Партизан је поражен у финалу од Црвене Звезде  у тесној и драматичној утакмици. Карлик Џоунс је промашио слободно бацање за победу и утакмица је отишла у продужетке где је Црвена звезда победила са 89:83. Партизан је сезону у Јадранској лиги завршио као шампион, освојивши своју осму титулу, чиме је постао најтрофејнији клуб у историји тог такмичења. У регуларном делу је заузео 2. место са скором 26-4. У четврфиналу су били пољи од Спартака (2:0), у полуфиналу од Дубаија (2:1) и у финалу од подгоричке Будућности (3:1).
За такмичење у Кошаркашкој лиги Србије, Партизан није лиценцирао најбоље играче. Од странаца пријављени су Двејн Вашингтон, Ајзеа Мајк, Исак Бонга и Франк Ниликина, док су од домаћих играча у саставу били Аријан Лакић, Балша Копривица, Вања Маринковић, Митар Бошњаковић, Алексеј Покушевски, Алекса Димитријевић, Марио Накић као и играчи рођени 2007. године Урош Даниловић, Урош Мијаиловић и Ђорђе Шекуларац. Жељко Обрадовић због дешавања у завршници КЛС-а прошле сезоне није могао да води екипу на четири утакмице, а уместо њега је тренер био Богдан Караичић који је екипу водио на свим утакмицама. Због повреда Бонга, Ниликина и Маринковић нису ни играли, али је Партизан предвођен Вашингтоном, Покушевским и младим играчима који су добили шансу успео да прво у полуфиналу савлада ФМП са 2:1 у победама, а затим и Спартак из Суботице са 2:0. Вашингтон је понео титулу најкориснијег играча, а посебно се истакао у првој утакмици против ФМП када је постигао 40 поена и у другом мечу против Спартака када је постигао 41 поен. Тако је Партизан крунисао сезону другим трофејом и после 11 година освојио Првенство Србије.

## Навијачи
Гробари, навијачи Партизана, су организовани крајем 1970-их. Надимак су добили од навијача највећег ривала Црвене звезде, који су мислили на углавном црне клупске боје, које су биле сличне званичним униформама гробара. Они углавном подржавају све клубове у ЈСД Партизан. Према избору организације "Свет Ултраса" која на друштвеним мрежама окупља преко 400.000 навијача, Гробари су сврстани међу 10 најбољих навијачких група на свету. У марту 2009, постављен је нови рекорд Евролиге по броју гледалаца на једној утакмици - 22.567 гледалаца у Београдској арени против освајача Евролиге те сезоне, екипе Панатинаикоса. Партизан је већ дуго година заредом најгледанији тим у Јадранској лиги. Многи играчи који су играли против Партизана тврде да су Гробари најбољи навијачи на свету.

### Највеће посете у Евролиги
|   | Датум           | Дворана          | Противник       | Посета  |
| - | --------------- | ---------------- | --------------- | ------- |
| 1 | 5. март 2009.   | Београдска арена | Панатинаикос    | 22.567* |
| 2 | 2. јануар 2014. | Београдска арена | Реал Мадрид     | 21.374  |
| 3 | 1. април 2010.  | Београдска арена | Макаби Тел Авив | 21.367  |
| 4 | 31. март 2009.  | Београдска арена | ЦСКА Москва     | 21.352  |
| 5 | 30. март 2010.  | Београдска арена | Макаби Тел Авив | 20.783  |

- Рекорд Евролиге*

## Успеси
| Такмичење                                | Такмичење                 | Број                      | Година                                                                           |                           |                           |
| Национална такмичења — 38                | Национална такмичења — 38 | Национална такмичења — 38 | Национална такмичења — 38                                                        | Национална такмичења — 38 | Национална такмичења — 38 |
| Национално првенство — 22                | Национално првенство — 22 | Национално првенство — 22 | Национално првенство — 22                                                        | Национално првенство — 22 | Национално првенство — 22 |
| ---------------------------------------- | ------------------------- | ------------------------- | -------------------------------------------------------------------------------- | ------------------------- | ------------------------- |
| Првенство СФР Југославије                | Првак                     | 5                         | 1975/76, 1978/79, 1980/81, 1986/87, 1991/92.                                     |                           |                           |
| Првенство СФР Југославије                | Други                     | 10                        | 1949, 1950, 1951, 1963, 1966, 1977/78, 1981/82, 1987/88, 1988/89, 1990/91.       |                           |                           |
| Првенство СР Југославије                 | Првак                     | 5                         | 1994/95, 1995/96, 1996/97, 2001/02, 2002/03.                                     |                           |                           |
| Првенство СР Југославије                 | Други                     | 4                         | 1992/93, 1993/94, 1999/00, 2000/01.                                              |                           |                           |
| Првенство Србије и Црне Горе             | Првак                     | 3                         | 2003/04, 2004/05, 2005/06.                                                       |                           |                           |
| Првенство Србије                         | Првак                     | 9                         | 2006/07, 2007/08, 2008/09, 2009/10, 2010/11, 2011/12, 2012/13, 2013/14, 2024/25. |                           |                           |
| Првенство Србије                         | Други                     | 4                         | 2014/15, 2015/16, 2018/19, 2023/24.                                              |                           |                           |
| Национални куп — 16 (рекорд)             |                           |                           |                                                                                  |                           |                           |
| Куп СФР Југославије                      | Победник                  | 3                         | 1978/79, 1988/89, 1991/92                                                        |                           |                           |
| Куп СФР Југославије                      | Финалиста                 | 2                         | 1962, 1972/73.                                                                   |                           |                           |
| Куп СР Југославије                       | Победник                  | 5                         | 1993/94, 1994/95, 1998/99, 1999/00, 2001/02.                                     |                           |                           |
| Куп СР Југославије                       | Финалиста                 | 4                         | 1992/93, 1995/96, 1996/97, 2000/01.                                              |                           |                           |
| Куп Радивоја Кораћа (Србија и Црна Гора) | Победник                  | 0                         | /                                                                                |                           |                           |
| Куп Радивоја Кораћа (Србија и Црна Гора) | Финалиста                 | 1                         | 2004/05.                                                                         |                           |                           |
| Куп Радивоја Кораћа (Србија)             | Победник                  | 8                         | 2007/08, 2008/09, 2009/10, 2010/11, 2011/12, 2017/18, 2018/19, 2019/20.          |                           |                           |
| Куп Радивоја Кораћа (Србија)             | Финалиста                 | 7                         | 2006/07, 2012/13, 2015/16, 2016/17, 2021/22, 2023/24, 2024/25.                   |                           |                           |
| Национални суперкуп                      |                           |                           |                                                                                  |                           |                           |
| Суперкуп СФР Југославије                 | Победник                  | 0                         | /                                                                                |                           |                           |
| Суперкуп СФР Југославије                 | Финалиста                 | 1                         | 1989.                                                                            |                           |                           |
| Регионална такмичења — 9                 |                           |                           |                                                                                  |                           |                           |
| Јадранска лига                           | Победник                  | 8                         | 2006/07, 2007/08, 2008/09, 2009/10, 2010/11, 2012/13, 2022/23, 2024/25.          |                           |                           |
| Јадранска лига                           | Финалиста                 | 4                         | 2004/05, 2005/06, 2021/22, 2023/24.                                              |                           |                           |
| Суперкуп Јадранске лиге                  | Победник                  | 1                         | 2019.                                                                            |                           |                           |
| Суперкуп Јадранске лиге                  | Финалиста                 | 1                         | 2023.                                                                            |                           |                           |
| Континентална такмичења — 4              |                           |                           |                                                                                  |                           |                           |
| Евролига                                 | Победник                  | 1                         | 1991/92.                                                                         |                           |                           |
| Евролига                                 | Финалиста                 | 0                         | /                                                                                |                           |                           |
| Евролига                                 | 3. место                  | 2                         | 1981/82, 1987/88.                                                                |                           |                           |
| Евролига                                 | 4. место                  | 2                         | 1997/98, 2009/10.                                                                |                           |                           |
| Евролига                                 | Полуфинале                | 1                         | 1979/80.                                                                         |                           |                           |
| ФИБА Куп Радивоја Кораћа                 | Победник                  | 3                         | 1977/78, 1978/79, 1988/89.                                                       |                           |                           |
| ФИБА Куп Радивоја Кораћа                 | Финалиста                 | 1                         | 1973/74.                                                                         |                           |                           |
| ФИБА Куп Радивоја Кораћа                 | Полуфинале                | 1                         | 1974/75.                                                                         |                           |                           |

### Учинак у претходним сезонама
| Сезона   | Првенство Србије | Првенство Србије | Куп Србије   | Куп Србије | Регионална такмичења        | Регионална такмичења | Европска такмичења                 | Европска такмичења | Сез. скор |
| Сезона   | Домет            | Скор             | Домет        | Скор       | Домет                       | Скор                 | Домет                              | Скор               | Сез. скор |
| -------- | ---------------- | ---------------- | ------------ | ---------- | --------------------------- | -------------------- | ---------------------------------- | ------------------ | --------- |
| 2006/07. | Првак            | 15:5             | Финалиста    | 2:1        | Јадранска лига — Првак      | 24:7                 | Евролига — Топ 16                  | 8:12               | 49:25     |
| 2007/08. | Првак            | 17:3             | Победник     | 3:0        | Јадранска лига — Првак      | 28:2                 | Евролига — Четвртфинале            | 11:12              | 59:17     |
| 2008/09. | Првак            | 12:4             | Победник     | 3:0        | Јадранска лига — Првак      | 25:3                 | Евролига — Четвртфинале            | 9:10               | 49:17     |
| 2009/10. | Првак            | 18:1             | Победник     | 3:0        | Јадранска лига — Првак      | 22:6                 | Евролига — 4. место                | 11:11              | 54:18     |
| 2010/11. | Првак            | 18:2             | Победник     | 3:0        | Јадранска лига — Првак      | 20:8                 | Евролига — Топ 16                  | 6:10               | 47:20     |
| 2011/12. | Првак            | 17:3             | Победник     | 3:0        | Јадранска лига — Полуфинале | 19:8                 | Евролига — Топ 24                  | 4:6                | 43:17     |
| 2012/13. | Првак            | 17:3             | Финалиста    | 2:1        | Јадранска лига — Првак      | 18:10                | Евролига — Топ 24                  | 2:8                | 39:22     |
| 2013/14. | Првак            | 18:2             | Четвртфинале | 0:1        | Јадранска лига — Полуфинале | 18:9                 | Евролига — Топ 16                  | 7:17               | 43:29     |
| 2014/15. | Финалиста        | 15:4             | Полуфинале   | 1:1        | Јадранска лига — Полуфинале | 19:11                | Еврокуп — Топ 36                   | 3:7                | 38:23     |
| 2015/16. | Финалиста        | 9:4              | Финалиста    | 2:1        | Јадранска лига — 5. место   | 12:14                | —                                  | —                  | 23:19     |
| 2016/17. | Полуфинале       | 12:4             | Финалиста    | 2:1        | Јадранска лига — Полуфинале | 20:9                 | Еврокуп — Одустали                 | —                  | 43:21     |
| 2016/17. | Полуфинале       | 12:4             | Финалиста    | 2:1        | Јадранска лига — Полуфинале | 20:9                 | Лига шампиона — Шеснаестина финала | 9:7                | 43:21     |
| 2017/18. | Полуфинале       | 11:3             | Победник     | 3:0        | Јадранска лига — 5. место   | 11:11                | Еврокуп — Топ 24                   | 1:9                | 27:25     |
| 2017/18. | Полуфинале       | 11:3             | Победник     | 3:0        | АБА Суперкуп — 6. место     | 1:2                  | Еврокуп — Топ 24                   | 1:9                | 27:25     |
| 2018/19. | Финалиста        | 13:4             | Победник     | 3:0        | Јадранска лига — Полуфинале | 15:10                | Еврокуп — Топ 16                   | 6:10               | 38:25     |
| 2018/19. | Финалиста        | 13:4             | Победник     | 3:0        | АБА Суперкуп — Полуфинале   | 1:1                  | Еврокуп — Топ 16                   | 6:10               | 38:25     |
| 2019/20. | Није играно      | —                | Победник     | 3:0        | Јадранска лига — Прекинуто  | 17:4                 | Еврокуп — Прекинуто                | 12:4               | 35:8      |
| 2019/20. | Није играно      | —                | Победник     | 3:0        | АБА Суперкуп — Победник     | 3:0                  | Еврокуп — Прекинуто                | 12:4               | 35:8      |
| 2020/21. | Полуфинале       | 3:2              | Полуфинале   | 1:1        | Јадранска лига — 7. место   | 13:13                | Еврокуп — Топ 16                   | 8:8                | 25:24     |
| 2021/22. | Одустали         | —                | Финалиста    | 2:1        | Јадранска лига — Финалиста  | 26:8                 | Еврокуп — Осмина финала            | 12:5               | 40:14     |
| 2022/23. | Дисквалификовани | —                | Полуфинале   | 1:1        | Јадранска лига — Првак      | 31:6                 | Евролига — Четвртфинале            | 22:17              | 55:26     |
| 2022/23. | Дисквалификовани | —                | Полуфинале   | 1:1        | ВТБ Суперкуп — 4. место     | 1:2                  | Евролига — Четвртфинале            | 22:17              | 55:26     |
| 2023/24. | Финалиста        | 2:3              | Финалиста    | 2:1        | Јадранска лига — Финалиста  | 24:10                | Евролига — 11. место               | 16:18              | 46:33     |
| 2023/24. | Финалиста        | 2:3              | Финалиста    | 2:1        | АБА Суперкуп — Финалиста    | 2:1                  | Евролига — 11. место               | 16:18              | 46:33     |
| 2024/25. | Првак            | 4:1              | Финалиста    | 2:1        | Јадранска лига — Првак      | 33:6                 | Евролига — 12. место               | 16:18              | 55:26     |

### Утакмице против НБА тимова
Партизан је први и до сада једини клуб из Србије који је играо утакмице против НБА тимова. На америчкој турнеји Евролиге 2009. године, Партизан је играо против Денвер нагетса и Финикс санса.
| 3. октобар 2009. | Извештај | Денвер нагетси                                              | 102 : 70 | Партизан                      | Пепси центар, Денвер Гледаоци: 9.749 |  |
| 3. октобар 2009. | Извештај | Четвртине: 26:16, 24:17, 24:14, 28:23                       |          |                               | Пепси центар, Денвер Гледаоци: 9.749 |  |
| 3. октобар 2009. | Извештај | Поени: Ентони 17 Скокови: Балкман 10 Асистенције: Дрејпер 5 |          | Марић 16 Марић 21 Ракочевић 5 | Пепси центар, Денвер Гледаоци: 9.749 |  |

| 6. октобар 2009. | Извештај | Финикс санси                                                               | 111 : 80 | Партизан                   | Финикс санс арена, Финикс Гледаоци: 14.531 |  |
| 6. октобар 2009. | Извештај | Четвртине: 20:19, 35:15, 36:24, 20:22                                      |          |                            | Финикс санс арена, Финикс Гледаоци: 14.531 |  |
| 6. октобар 2009. | Извештај | Поени: Драгић 16 Скокови: Стодемајер, Кларк 5 Асистенције: два играча по 4 |          | Весели 16 Кецман 7 Рашић 5 | Финикс санс арена, Финикс Гледаоци: 14.531 |  |

## Играчи

### Графикон позиција
| Поз. | Стартер        | Клупа 1          | Клупа 2            | Клупа 3          | Неактивни         |
| ---- | -------------- | ---------------- | ------------------ | ---------------- | ----------------- |
| Ц    | Тајрик Џоунс   |                  | Алексеј Покушевски |                  |                   |
| КЦ   | Џабари Паркер  | Дилан Осетковски | Ајзеа Мајк         |                  |                   |
| К    | Исак Бонга     | Вања Маринковић  |                    | Митар Бошњаковић | Марио Накић       |
| Б    | Стерлинг Браун | Двејн Вашингтон  |                    | Аријан Лакић     | Габријел Лундберг |
| П    | Карлик Џоунс   | Шејк Милтон      |                    |                  | Франк Ниликина    |

### Познати бивши играчи
| Домаћи: - Александар Ђорђевић - Александар Рашић - Александар Чубрило - Бобан Петровић - Богдан Богдановић - Борислав Станковић - Веселин Петровић - Владе Дивац - Владимир Лучић - Вуле Авдаловић - Горан Грбовић - Душан Кецман - Драган Кићановић - Дејан Котуровић - Дејан Милојевић - Дејан Томашевић - Драган Луковски - Драган Милосављевић - Драган Тодорић - Драгутин Чермак - Дражен Далипагић - Душан Керкез - Жарко Паспаљ - Желимир Обрадовић - Жељко Ребрача - Зоран Славнић - Јово Станојевић - Јосип Фарчић - Коста Перовић - Мирослав Берић - Мирослав Пецарски - Мирослав Радошевић - Мирослав Радуљица - Милан Мачван - Миленко Савовић - Миленко Тепић - Милош Вујанић - Миодраг Марић - Ненад Крстић - Ненад Чанак - Никола Булатовић - Никола Лончар - Никола Милутинов - Новица Величковић - Петар Божић - Предраг Даниловић | - Радомир Шапер - Светислав Пешић - Славиша Копривица - Стефан Бирчевић - Урош Трипковић - Харис Бркић Страни: - Алекс Марић - Џок Лендејл - Нејтан Џавај - Данте Егзам - Борис Беравс - Петер Вилфан - Радослав Нестеровић - Данко Цвјетичанин - Иво Накић - Предраг Дробњак - Владо Шћепановић - Ђуро Остојић - Никола Пековић - Славко Вранеш - Александар Павловић - Владо Илијевски - Фредерик Хаус - Џералд Браун - Вонтиго Камингс - Лестер Макејлеб - Лоренс Робертс - Ејси Ло - Таренс Кинси - Џејмс Гист - Кертис Џерелс - Најџел Вилијамс-Гос - Рашон Томас - Маркус Пејџ - Вилијам Мозли - Кевин Пантер - Зак Ледеј - Џејмс Нанели - Френк Камински - Пи-Џеј Дожер - Милтон Паласио - Стефон Лазме - Јан Весели - Жофре Ловерњ - Лео Вестерман - Матијас Лесор - Давис Бертанс - Семих Ерден - Јанис Папапетру |

## Тренери
- Ратко Влаховић (1945)
- Божо Гркинић (1946–1947)
- Светислав Шапер (1948–1949)
- Јанош Гердов (1950)
- Борислав Станковић (1951–1953)
- Миодраг Стефановић (1954)
- Мирко Марјановић (1955–1958)
- Александар Николић (1959–1961)
- Божидар Мунћан (1962–1963)
- Миленко Новаковић (1964)
- Борислав Ћурчић (1965–1967)
- Бранислав Рајачић (1967–1969)
- Радован Радовић (1969–1971)
- Ранко Жеравица (1971–1974, 1976–1978, 1995–1996)
- Борислав Ћорковић (1974–1976, 1980–1982, 1989–1990)
- Душан Ивковић (1978–1980)
- Борислав Џаковић (1982–1984, 1994–1995)
- Зоран Славнић (1984–1985)
- Владислав Лучић (1985–1987, 1998–1999)
- Душко Вујошевић (1987–1989, 1990–1991, 2001–2010, 2012–2015)
- Дејан Срзић (1989)
- Жељко Обрадовић (1991–1993, 2021–)
- Жељко Лукајић (1993–1994)
- Мирослав Николић (1996–1998, 2017)
- Милован Богојевић (1998)
- Ненад Трајковић (1999–2000)
- Дарко Русо (2000–2001)
- Влада Јовановић (2010–2012)
- Петар Божић (2015–2016)
- Александар Џикић (2016–2017)
- Ненад Чанак (2017–2018)
- Андреа Тринкијери (2018–2020)
- Владо Шћепановић (2020)
- Сашо Филиповски (2020–2021)
- Александар Матовић (2021)